# Тоса-никки
Путевые заметки из Тоса или Дневник путешествия из Тоса (яп. 土佐日記 / 土左日記, とさにっき Тоса-никки) — художественное произведение японской литературы X века периода Хэйан в жанре путевого дневника. Автор — Ки-но Цураюки. Первый японский дневник, полностью написанный японской азбукой.

## Общие сведения
«Путевые заметки из Тоса» — повествование в форме дневника о 55-дневном корабельном путешествии Ки-но Цураюки из провинции Тоса, где закончился его срок полномочий пребывания на посту провинциала, в японскую столицу Хэйан. Время написания сочинения точно неизвестно, однако наиболее вероятной датой называют 935 год. Автор выступает в роли женщины и расписывает детали каждого дня путешествия «женским письмом» — алфавитом кана.
«Дневник» считается эпохальным произведением в истории японской литературы, поскольку стал первым произведением, который был написан не китайскими иероглифами, которые считались «мужским письмом», а обычной азбукой. Он полон душевных переживаний главного героя, отсутствием политико-социальных тем, смешением реального и вымышленного миров, а также зарисовками в виде 57-японских стихов вака. Произведение предстаёт выражением частной гармонии человека и противопоставляется официальному регламенту чиновника.
Основной темы у «Путевых заметок» нет; зато содержится ряд попутных: радости и трудности путешествия, изменчивость погоды и красота пейзажей, встречи и расставания с людьми, человеческая доброта и материнская любовь, страх перед природными бедствиями, любовь к родине-столице т. д.
Оригинал «Путевых заметок» не сохранился, на сегодня он существует в копиях.